# Codex Huygens
Le codex Huygens est un manuscrit en cinq parties de la Renaissance datant de la fin des années 1560, qui porte le texte d'un traité sur la peinture. Il est conservé à la bibliothèque Morgan aux États-Unis. L'identité de son auteur a été discutée au fil du XXe siècle jusqu'à parvenir à un consensus autour du nom de Carlo Urbino,. 
Ce codex tient son nom de son acquéreur au XVIIe siècle, Constantijn Huygens, secrétaire du roi d'Angleterre Guillaume III : il le tient alors pour un manuscrit autographe de Léonard de Vinci. En effet, ce traité s'inspire fortement des idées de Vinci ; certains dessins sont directement copiés à partir des travaux du maître lombard, tandis que d'autres comme L'Homme de Vitruve témoignent d'une interprétation plus personnelle de ses théories.